# 국제 인공지능 공동 학술대회
국제 인공지능 공동 학술대회(International Joint Conference on Artificial Intelligence, IJCAI)는 인공지능 분야의 콘퍼런스이다. 이 학술대회 시리즈는 1969년부터 비영리 단체인 IJCAI 조직이 주최하고 있다. 1969년부터 2015년까지는 홀수 해에 격년으로 개최되었고, 2016년부터는 매년 개최되고 있다. 최근에는 ECAI와 2018년부터, PRICAI와 2020년부터 4년마다 공동 개최되어 AI 연구자 및 실무자들의 협력을 증진하고 있다. IJCAI는 AI 분야의 광범위한 연구 영역을 다룬다. 이 학술대회는 규모가 크고 매우 선별적이며, 2022년 이전 5년간 피어 리뷰 후 제출된 논문 중 약 20% 이하만 채택되었다.

## 수상
각 IJCAI 학술대회에서는 세 가지 연구 상이 수여된다.
- IJCAI 컴퓨터 및 사고상(IJCAI Computers and Thought Award)은 만 35세 이하의 AI 분야의 우수 젊은 과학자에게 수여된다.
- 도널드 E. 워커 공로상(Donald E. Walker Distinguished Service Award)은 AI 분야에 대한 공헌과 봉사를 기리기 위해 원로 과학자에게 수여된다.
- IJCAI 연구 우수상(IJCAI Award for Research Excellence)은 경력 전반에 걸쳐 꾸준히 높은 품질의 연구 프로그램을 수행하여 여러 상당한 결과를 도출한 과학자에게 수여된다.

추가적으로, IJCAI는 각 학술대회에서 최고 품질의 논문을 인정하기 위해 하나 이상의 최우수 논문상(Best Paper Awards)을 수여한다.

## 조직
국제 인공지능 공동 학술대회 조직(International Joint Conferences on Artificial Intelligence Organization, IJCAI Organization)은 AI 분야의 과학과 교육을 증진하기 위해 1969년에 설립된 비영리 단체이다. 이 단체는 IJCAI 학술대회 시리즈의 주요 주최자이며 관련 활동 처리도 담당한다. 이 조직은 또한 아티피셜 인텔리전스 저널(AIJ)의 편집 운영 공식 주최자이기도 하다.

## 같이 보기
- 컴퓨터 과학 학술대회 목록